# NACRA Championship 2015
NACRA Championship 2015 – turniej z cyklu NACRA Championship, międzynarodowe zawody rugby union organizowane przez NACRA dla rozwijających się zespołów ze strefy NACRA, które odbywały się w dniach 28 lutego–7 listopada 2015 roku.

## Informacje ogólne
Rozgrywki zostały przeprowadzone według systemu z poprzedniej edycji. Uczestniczące zespoły zostały podzielone według wyników uzyskanych rok wcześniej na dwie hierarchicznie ułożone dywizje, a każda z nich została podzielona geograficznie na dwie grupy. Sześć najwyżej rozstawionych drużyn rywalizowało w ramach Championship League w dwóch trzyzespołowych grupach systemem kołowym – zwycięzcy grup awansowali do finału rozgrywek, zespoły z trzecich miejsc trafiły do barażu o utrzymanie na tym poziomie rozgrywek. Niżej rozstawione reprezentacje rywalizowały w Cup League, również systemem kołowym, w ramach dwóch grup, a ich zwycięzcy awansowali do barażu o awans do wyższego poziomu rozgrywek. Gospodarzami spotkań barażowych mieli być zwycięzcy Cup, natomiast finał Championship zaplanowany został na boisku wyżej rozstawionego zespołu.
Wbrew wcześniejszym zapowiedziom w zawodach nie wzięła udziału reprezentacja Jamajki.
Po raz pierwszy od 2008 roku triumfowali reprezentanci Trynidadu i Tobago.

## Championship League

### Grupa północna
| 7 marca 2015 | Meksyk | 50:25 | USA South | Meksyk |
| 7 marca 2015 |        | 50:25 |           | Meksyk |

| 21 marca 2015 | USA South | 24:25 | Kajmany | Atlanta |
| 21 marca 2015 |           | 24:25 |         | Atlanta |

| 11 kwietnia 2015 | Kajmany | 3:24 | Meksyk | Truman Bodden Stadium, George Town |
| 11 kwietnia 2015 |         | 3:24 |        | Truman Bodden Stadium, George Town |

### Grupa południowa
| 7 marca 2015 | Gujana | 48:22 | Barbados | Providence Stadium, Providence |
| 7 marca 2015 |        | 48:22 |          | Providence Stadium, Providence |

| 21 marca 2015 | Barbados | 7:44 | Trynidad i Tobago | Garrison Savannah, Bridgetown |
| 21 marca 2015 |          | 7:44 |                   | Garrison Savannah, Bridgetown |

| 11 kwietnia 2015 | Trynidad i Tobago | 22:15 | Gujana | Port-of-Spain |
| 11 kwietnia 2015 |                   | 22:15 |        | Port-of-Spain |

### Finał
| 25 kwietnia 2015 | Trynidad i Tobago | 33:16 | Meksyk | St Mary’s College Ground, Port-of-Spain |
| 25 kwietnia 2015 |                   | 33:16 |        | St Mary’s College Ground, Port-of-Spain |

## Cup League

### Grupa północna
| 7 marca 2015 | Bermudy | 55:3 | Turks i Caicos | National Sports Center, Hamilton |
| 7 marca 2015 |         | 55:3 |                | National Sports Center, Hamilton |

| 21 marca 2015 | Bahamy | 21:15 | Bermudy | Winton Rugby Center, Nassau |
| 21 marca 2015 |        | 21:15 |         | Winton Rugby Center, Nassau |

| 18 kwietnia 2015 | Turks i Caicos | 7:24 | Bahamy | Meridian Field, Providenciales |
| 18 kwietnia 2015 |                | 7:24 |        | Meridian Field, Providenciales |

### Grupa południowa
| 28 lutego 2015 | Saint Lucia | 14:22 | Brytyjskie Wyspy Dziewicze | Mindoo Phillip Park, Castries |
| 28 lutego 2015 |             | 14:22 |                            | Mindoo Phillip Park, Castries |

| 7 marca 2015 | Saint Vincent i Grenadyny | 24:24 | Curaçao | Blue Bay Curacao Golf and Beach Resort, Sint Michiel |
| 7 marca 2015 |                           | 24:24 |         | Blue Bay Curacao Golf and Beach Resort, Sint Michiel |

| 21 marca 2015 | Saint Lucia | 8:16 | Saint Vincent i Grenadyny |  |
| 21 marca 2015 |             | 8:16 |                           |  |

| 11 kwietnia 2015 | Curaçao | 36:19 | Saint Lucia | Mindoo Phillip Park, Castries |
| 11 kwietnia 2015 |         | 36:19 |             | Mindoo Phillip Park, Castries |

| 18 kwietnia 2015 | Saint Vincent i Grenadyny | 15:22 | Brytyjskie Wyspy Dziewicze | Arnos Vale Stadium, Kingstown |
| 18 kwietnia 2015 |                           | 15:22 |                            | Arnos Vale Stadium, Kingstown |

| 2 maja 2015 | Brytyjskie Wyspy Dziewicze | 19:0 | Curaçao | A.O. Shirley Recreation Ground, Road Town |
| 2 maja 2015 |                            | 19:0 |         | A.O. Shirley Recreation Ground, Road Town |

## Baraż
| 7 listopada 2015 | Brytyjskie Wyspy Dziewicze | 15:17 | Barbados | A.O. Shirley Recreation Ground, Road Town |
| 7 listopada 2015 |                            | 15:17 |          | A.O. Shirley Recreation Ground, Road Town |